# Bandera de Kansas
La bandera de l'estat de Kansas va ser aprovada el 1927. La bandera inclou el segell de l'estat i un gira-sol sobre un camp blau marí. Aquest disseny original es va modificar el 1961 per afegir-hi el nom de l'estat en groc a la part inferior de la bandera.

## Història
La bandera de Kansas va ser dissenyada el 1925, oficialment aprovada per la Legislatura de l'Estat de Kansas el 1927 i el 1961 va ser modificada per última vegada.
De 1925 a 1927, Kansas va utilitzar una bandera diferent a l'actual. La bandera de l'estat de Kansas, que consistia en un gran gira-sol i la paraula "Kansas" en un camp blau, estava destinat a ser penjat d'una barra horitzontal, en lloc d'una asta de bandera vertical. Se li va donar un disseny únic per evitar la "competència" amb la bandera dels Estats Units. No obstant això, després de la bandera va ser rebutjada per ser exhibida a Washington DC, va generar queixes pel seu mètode estrany de penjar-se, la legislatura estatal va aprovar una bandera de l'estat que va veure l'addició de la paraula "Kansas" a la part inferior el 1961, però ha conservat majoritàriament el seu disseny original.
El governador Ben Paulin la va utilitzar per primera vegada al Fort Riley el 1927, davant les tropes apostades en el fort i la Guàrdia Nacional de Kansas.
El 2001, una enquesta duta a terme per l'Associació Vexil·lològica Nord-americana va col·locar la bandera de Kansas com el quart pitjor disseny de bandera d'entre 72 banderes dels EUA i el Canadà.

## Segell de Kansas

Bandera del governador de Kansas utilitzada per al càrrec des del 1961 on s'inclouen quatre estrelles blanques a cada cantonada de la mateixa

El segell de l'estat se centra en la història de Kansas i la vida pionera de l'estat, aquest s'inclou a la bandera per sota del gira-sol. El segell conté:
- Paisatge amb un sol naixent (Est)
- Riu i vapor (comerç)
- Colons i un home llaurant un camp (l'agricultura)
- Vagó de tren cap a l'oest (l'expansió nord-americana)
- Els indis caçant un búfal americà (el búfal està fugint dels indis)
- Un arc de 34 estrelles (part superior del segell)
- Lema "Ad astra per aspera" - Català: "A través de l'esforç, el triomf" (per sobre de les estrelles)

Les trenta-quatre estrelles romanen agrupades en la part superior del segell identificatiu de Kansas com l'estat 34 en ser acceptat a la Unió dels Estats Units. La llei de Kansas estableix que la bandera és per ser utilitzat en totes les ocasions en què l'Estat és representat de forma oficial.